# Maślacz
Maślacz (od węg. máslás) – bardzo słodkie wino węgierskie (węgrzyn). 
Rzadziej występowało też jako półwytrawne. Otrzymywano je poprzez dolewanie (kupażowanie) pośledniejszych win tokajskich do osadów pozostałych po tokajach wysokogatunkowych.